# Пабло Пикасо
Па́бло Дие́го Хосе́ Франси́ско де Па́ула Хуа́н Непомусе́но Мари́я де лос Реме́диос Сиприа́но де ла Санти́сима Тринида́д Кли́то Ма́ртир Патри́сио Руи́с и Пика́со (на испански: Pablo Diego José Francisco de Paula Juan Nepomuceno María de los Remedios Cipriano de la Santísima Trinidad Clito Mártir Patricio Ruiz y Picasso) е испански художник и скулптор, който е прекарал по-голямата част от живота си във Франция. Занимава се с живопис, керамика, колажи, графика и т. н. Той е изключително продуктивен художник. Неговото творчество преминава през много и различни периоди. Създател е на кубизма (заедно с Жорж Брак), преминава през сюрреализма, но остава един от най-големите художници, повлияли изключително много развитието на изобразителното изкуство на XX век. Фамилията Пикасо е от италиански произход, на испански се произнася с ударение на „а“, но тъй като той живее дълго време във Франция, там започват да произнасят името му по френски маниер с ударение на „о“-то. Баща му също е художник. Има и две сестри.
Признат е за най-значимия художник за последните 100 години, както и за най-скъпия и най-крадения.

## Ранни години
Пабло Пикасо е роден на 25 октомври 1881 г. в град Малага и получава името Пабло Диего Хосе Франсиско де Паула Хуан Непомусено Мария де лос Ремедиос Криспиниано де ла Сантисима Тринидад Клито Мартир Патрицио Руис и Пикасо (Pablo Diego José Francisco de Paula Juan Nepomuceno María de los Remedios Crispiniano de la Santísima Trinidad Clito Mártir Patricio Ruiz y Picasso) в чест на множество светци и роднини. Той е първото дете на Хосе Руис и Бласко (1838 – 1913) и Мария Пикасо и Лопес, семейство от средната класа – бащата е художник, който се специализира в рисуването на натуралистични изображения на птици и друг дивеч. Хосе Руис и Бласко произлиза от род на дребни благородници и през по-голямата част от живота си е учител по изобразително изкуство и уредник в местни музеи.
Пикасо проявява интерес към рисуването от ранна възраст. Едва седемгодишен, баща му започва да го обучава в рисуване на фигури и маслена живопис. Руис е консервативен художник и учител, който смята, че правилното обучение изисква прилежно копиране на класиците и рисуване на човешкото тяло по гипсови отливки и живи модели. Синът му влага такова усърдие в рисуването, че занемарява училищната си работа.
През 1891 г. семейството се мести в Ла Коруня, където бащата е назначен за преподавател в училището по изкуства, и остава там почти четири години. През 1895 г. седемгодишната сестра на Пабло, Кончита, умира от дифтерия, което оказва силно въздействие върху него.

### Барселона, Мадрид и Париж
След смъртта на Кончита семейството се мести в Барселона, където Руис получава назначение. Пабло Пикасо харесва този град и по-късно в моменти на носталгия го нарича свой истински дом.
В Барселона Руис убеждава ръководството на училището да допусне сина му до приемен изпит за класа за напреднали. Този процес обикновено отнема на учениците месеци, но тринадесетгодишният Пикасо се справя за една седмица и силно впечатлява изпитната комисия. Той е недисциплиниран ученик, но през този период установява приятелства, които ще му оказват влияние през целия живот. Баща му наема малка стая близо до дома им, така че Пикасо да може да рисува самостоятелно, макар и под негов надзор.
Малко по-късно бащата и чичото на Пикасо решават да го изпратят в Кралската академия за изящни изкуства „Сан Фернандо“ в Мадрид, най-престижното училище по изкуства в страната. През 1897 г., шестнадесетгодишен, Пабло Пикасо за пръв път напуска дома и заминава за Мадрид, но начинът на обучение не му харесва и малко по-късно спира да посещава академията. В същото време там той често посещава музея Прадо, където се запознава с работите на Диего Веласкес, Франсиско Гоя и Франсиско де Сурбаран. Пикасо силно се възхищава от картините на Ел Греко, елементи от които, като удължените крайници и мистичните лица, са отразени в неговото по-късно творчество.
След като напуска Мадрид, през 1900 г. Пикасо прави своето първо пътуване до Париж, тогавашната артистична столица на Европа. Там той се сприятелява с Макс Жакоб, който му помага да се запознае с френския език и литература. Двамата живеят заедно в тежко безпаричие, като Пикасо спи през деня и работи през нощта и често се налага да гори картините си, за да не премръзне от студ.
През първите пет месеца на 1901 г. Пикасо отново е в Мадрид, където започва да издава, заедно със своя приятел, анархиста Франсиско де Асис Солер, списанието „Арте Ховен“, от което излизат пет броя. Солер пише статиите, а Пикасо рисува илюстрации, главно мрачни карикатури, описващи живота на бедните. Първият брой излиза на 31 март 1901 г., като по това време художникът вече е започнал да подписва работите си само с Пикасо, вместо с първоначалното Пабло Руис и Пикасо.

## Периоди и стилове в творчеството

### Син период
Синият период трае от 1901 до 1904 г. Той започва със самоубийството на неговия приятел Карлос. Характерното за него е преобладаващата синя и зелена гама. Той също така е наситен с композиции на хора от народа, просяци, проститутки и пияници. В него витае темата на смъртта, старостта, бедността, меланхолията и тъгата. В края на 1901 г. Пикасо изпада във все по-дълбока депресия и се отдръпва от своите приятели. Сините тонове стават все по-тъмни. Кариерата на Пикасо като художник през 1901 г. е обещаваща, но след като той започва да се обръща към социално слабите и бездомниците, и след като това го подчертава с мъчителното настроение на картините си, публиката се отвръща от него. През този период той почти не продава своите картини и финансовото му състояние се влошава.
Между 1901 и 1903 г. той рисува няколко посмъртни картини на Карлос, от които най-известна е алегоричната La Vie (Животът). Това е картина, в която първоначално той рисува себе си, но по-късно сменя с образа на приятеля си.
Такива мрачни настроения излъчват и следващите му картини, рисувани и през 1904 г. изобразяващи самотни хора, слепи, изтощени жени и други.
От 1904 г. Пабло се мести да живее в Париж.

### Розов период
За преходна картина между синия и розовия период се счита „Момичето с топката“. Той започва през 1905 и трае до 1907 г. Преобладават розовите и червени цветове. През тези години той рисува най-вече пътуващи циркови артисти – комедианти, танцьорки и акробати. Арлекино, комедиен образ, който е характерно облекло, става запазен символ за Пикасо. Той среща Фернанде Оливие, по рождение Амели Ланг, която му става любовница. Тя е и първата му любовница. Тя се появява в много от неговите картини от розовия му период. Макар че сюжетите са по-радостни и по-живи, от платната лъха самота.
Отношенията на Пикасо с Фернанде Оливие се отразяват на неговото творчество. Те живеят заедно седем години и през този период той създава редица кубистични творби. Едно от тях е скулптурата „Женска глава“, на която е изобразена Оливие.

### Африкански период и примитивизъм 1907 – 1909
Периода на творчеството на Пикасо, повлияно от африканското народно творчество започва (1907 – 1909) с неговата картина Госпожиците от Авиньон. Пикасо рисува тази картина под влияние на иберийската скулптура, но прерисува лицата на две от фигурите вдясно, след като е въодушевен от африканска маска, която вижда през 1907 г. в етнографския музей на двореца Трокадеро. Когато показва тази картина в своето ателие, почти винаги реакцията е шок и отвращение. Матис счита, че това е шега и Пикасо не показва картината си до 1916 г.
Други картини от този период са Гола с вдигнати ръце (1907) и Три жени (1908). Формално идеите на Пикасо от този период водят до развитието на кубизма.

### Аналитичен и синтетичен кубизъм
През 1907 г. Пикасо полага основите на кубизма („Госпожиците от Авиньон“). Той започва да обръща повече внимание на формите вместо на цветовете, като особено внимание се обръща на геометричните фигури и блокове. По същото време прави множество колажи с хартия, кожа и други естествени материали.
Кубизмът на Пикасо може да се раздели на две фази: аналитичен и синтетичен кубизъм.
- Аналитичният кубизъм е в периода (1908 – 1912). Методът на Пикасо – „Отварянето“ на затворената форма на изобразяваното тяло в подкрепа на един ритъм на формата – позволява да се представят нещата в тяхната форма и да се представи положението им в пространството. Подвеждането на светлината играе по-малка роля. В картините не е установено от коя страна е светлината. Пример за това е създаденият през 1910 г. портрет на Амброаз Волар.
- Синтетичният кубизъм (1912 – 1916) се създава чрез практикуваната от Пикасо и Жорж Брак техника на колажа. За това те са предизвикани от създадените преди това от тях триизмерни конструкции, хартиени пластики, които те изработват от хартия и картон, а по-късно Пикасо създава и от ламарина. Те създават основата на техниката на колажа до готово изделие. В техните произведения се появяват хартия, вестници, тапети, дървени стружки, пясък и подобни материали. Преливат се границите между нарисувания и реалния предмет. По този начин Брак и Пикасо създават една синтеза от различни елементи, от където идва името на този период.

### Руският балет
През септември 1916 г. писателят Жан Кокто и композиторът Ерик Сати уговарят Пикасо да участва в постановката на новаторския сюрреалистичен балет Парад на Руския балет на Сергей Дягилев. Пикасо се увлича от тази задача и изцяло преработва сценария и сценографията на балета. След месец той тръгва с трупата за два месеца в Рим, където прави декорации, костюми и се запознава с участниците в балета. Дягилев съзнателно подготвя провокация и в резултат на това на 18 май 1917 г. на премиерата в Париж се разразява голям скандал. Този скандал способства за увеличаването на популярността на Пикасо в Париж. Сътрудничеството на Пикасо с балета продължава. Ярките сценични образи и големите обекти възбуждат в него интерес към декорациите и театралността.
През този период Пикасо се запознава с балерината Олга Хохлова, която става негова първа съпруга. Те имат син Пауло, роден през 1921 г. Независимо от другите връзки на Пикасо, те не се развеждат, тъй като трябва съгласно брачния си договор да разделят имуществото си. Така остават женени до нейната смърт.

### Смесване на стиловете
По време на Първата световна война в Европа се развива стремеж към връщане на класическите традиции, за „чистота и ред“. Това е свързано и с рязко отричане на модернизма. Във Франция считат, че са директен наследник на античността. Също така и в други страни се развиват подобни течения в културата, като неоцентизма в Барселона, с който Пикасо се запознава през 1917 г. по време на своето испанско пътуване. Във Франция се създават два противоположни лагера. Единият се опитва да свърже формалните постижения на кубизма с формите на класиката, а другият, с главен представител Пикасо, следва непосредственото противопоставяне с класическите ценности. Като резултат в творчеството на Пикасо отново се възражда класицизмът.
Още през 1914/15 г. работата на Пикасо показва представяния на фигури, които изцяло изхождат от традициите на класиката, като например картината „Олга във фотьойл“ от 1917 г. Наред с тези картини обаче се създават едновременно произведения на синтетичния кубизъм, като „Спокоен живот пред прозорец в Сейнт-Рафаел“, както и „Трима музиканти“ от 1921 г. За Пикасо годините от 1916 до 1924 по този начин образуват видимо едно съвместно съществуване на противоположностите. Шегата на историка на изкуството Юлиус Майер-Грефе гласи, че сутрин Пикасо създава кубистични творби, а следобед рисува пълни жени.

### Неокласицизъм и сюрреализъм
1917 – 1925 г. посещава Неапол и Флоренция, където се докосва до изкуството на барока. Чрез този допир той се връща към обемно пространствено изграждане на формата. Сюжетът в картините му от този период е женското тяло, майчинството, а известните картини са „Танцьорки“ и „Момиче с огледало“. Увлича се по сюрреализма. През 1923 г. той среща сюрреалиста Андре Бретон. Още в първия брой на сюрреалистичното списание La Révolution surréaliste от декември 1925 г. е показана пластична конструкция на Пикасо. Във втория брой от януари 1925 г. са показани две страници от книга със скици. В четвъртия брой са показани картините на Пикасо „Трите танцьорки“ и за първи път „Госпожиците от Авиньон“. През този период той за първи път включва и мотива за минотавъра. Като на испанец, борбите с бикове му оказват силно влияние. Първият брой на сюрреалистичното списание „Минотавър“ излиза на 25 май 1933 г. с корица на Пикасо, която отговаряйки на заглавието показва Минотавър.

#### Противоречия със сюрреализма (1925 – 1936)
От 1925 до 1936 г. Пикасо се обръща към пластичните форми. Въпреки че участва в изложби на сюрреалисти и въпреки че използва творби на скулптури сюрреалисти за пример, той не се счита такъв. В едно свое изказване казва, че някои наричат негови творби от определен период сюрреалистични, но той не е сюрреалист и никога не се е отклонявал от истината и ще остане винаги в действителността.“

### Пацифизъм
Независимо от субективизма произведенията му са социално ангажирани, силно емоционални, с израз на гняв и болка срещу насилието – „Герника“ (1937 г.). От 1940 г. се включва в движението за мир (плакат и рисунки „Гълъбът на мира“, 1947). Работи графики, скулптури, керамика.
По време на гражданската война в Испания симпатиите на Пикасо са на страната на републиканците. През април 1937 г. германската и италианската авиация разрушават малкия град Герника, който е културен и политически център на баските. За два месеца той създава своето платно „Герника“, изложено в републиканския павилион на Испания в Париж.
Ужаса, който изпитва Пикасо пред настъпващото варварство, той изразява чрез своите картини. По време на немската окупация той остава в Париж от 1940 до 1944 г. и продължава да рисува.
През 1944 г. Пикасо става член на Френската комунистическа партия и през 1950 г. рисува знаменития си Гълъб на мира, като израз на своите пацифистки идеи. Рисува своя гълъб на мира в много варианти и той става негова запазена марка.

### Средиземноморски период след 1945 г.
След шест години на вътрешна емиграция и изолация в Париж през Втората световна война след 1945 г. Пикасо започва да посещава по-често места в Южна Франция като Антиб и Ница. Тук често се среща с Анри Матис, чийто начин на рисуване влияе съществено на късното му творчество. Двамата художници се срещат в продължение на много години, като Матис е единственият жив художник, който Пикасо признава за равностоен на себе си. Всеки признава значението на другия, респектират се взаимно и си оказват взаимно влияние въпреки своите различия.
През тези години той живее с художничката Франсоаз Жило, с която се запознава през 1943 г. в Париж. Техните отношения продължават до 1953 г. През това време се раждат двете им деца: синът Клод (1947 г.) и дъщерята Палома (1949 г.). От пролетта на 1948 г. те живеят във Валерис, където Пикасо се запознава с местното традиционно грънчарство. Той експериментира в местните грънчарски работилници с глината и глазурата и по-късно с това помага на местното производство да стане известно извън пределите на района, както и световноизвестно.
След раздялата си с Франсоаз, през 1953 г. Пикасо се запознава и започва да живее с Жаклин Рок, продавачка на керамика във Валерис. През 1954 г. се запознава с деветнайсетгодишната Силвет Давид, момиче с руса опашка, която става негов модел и той ѝ прави над 50 портрета. В този момент той е на 72 години, и усилено ухажва Жаклин Рок, която тогава е на 26 години. През 1955 г. умира първата му жена Олга и Пикасо може да се ожени повторно без да загуби имущество. С Жаклин се женят през 1961 г. Живеят заедно до 1973 г., когато Пикасо умира.
След смъртта на Сталин при така наречено размразяване на Иля Еренбург се отдава възможността да направи през 1956 г. голяма изложба на Пикасо в московския Пушкински музей.
Пикасо работи и по декоративни платна за замъка Грималди в Антиб. Рисува „Разстрел“, творба, в която заклеймява войната в Корея. Неговото изкуство е силно изобличаващо, трагично, аналитично и социално ангажирано. В него навлиза за първи път категорията грозно.

#### Придобиването на замъка Вовенарг
През 1955 г. Пикасо купува вила „Калифорния“ (La Californie) в Кан. Той се обръща към пресъздаване на произведения на големи майстори като „Жените на Алжир“ на Делакроа (1955), „Las Meninas“ на Веласкес, (1957) или „Закуска на тревата“ на Мане.
Пикасо все повече започва да бъде притесняван от туристи и почитатели. В непосредствена близост до вилата са построени блокове, които му затварят гледката и дават възможност на външни лица да наблюдават имението му. Той се обръща към колекционера Дъглас Купър с молба за неговия замък, но Дъглас му предлага да закупи замъка Вовенарг, на 15 km източно от Екс ан Прованс. Там има поглед към любимата на Пол Сезан планина Сент Виктоар. Пикасо купува замъка, прави си там студио, но винаги се връща към вила „Калифорния“.

### Литературни произведения
Наред с произведенията на изобразителното изкуство, Пикасо оставя стотици стихотворения. Често на поезията му и другите писмени произведения, създадени от него не се обръща внимание. Въпреки че Пикасо се движи в среди, които активно се занимават с литература, той не пише нищо до 53 години. През 1935 г. след като го напуска Олга Хохлова, той изоставя рисуването и скулптурата и започва да се занимава с поезия. Въпреки че се връща по-късно към своите привични занимания, Пикасо продължава своите литературни занимания и пише стотици поеми. Също така той се проявява като драматичен автор. Под влияние на германската окупация и студената зима на 1941 г. той пише пиесата Le Désir attrapé par la queue. Първо тя е напечатана в списание, след това през март 1944 г. под режисурата на Албер Камю и със съдействието на Жан-Пол Сартр, Дора Мар и други е прочетена сценично в един апартамент. Първото представление е поставено през 1950 г. в Лондон. През 1948 г. той пише втора пиеса.

### Пикасо като скулптор
Като художник без образование в областта на скулптурата, Пикасо създава между 1909 и 1930 г. скулптури, които имат голямо влияние на скулптурата на XX век. Той прави обемни работи непрекъснато, които му служат за експериментално поле за неговите картини. Своите разработки той не развива по-нататък, но те служат за подтик за развитие на футуристите, дадаистите и конструктивистите.
Първата скулптура на Пикасо е малка бронзова фигура на стояща жена от 1902 г., следват женска глава на Фернаде от лятото на 1909 г. и през 1912 г. създава първия колаж, както и „конструкция“ на китара от залепени картонени парчета с шнурове.
През 1928 и 1929 г. са създадени скулптурите от желязо и тел, от които една е ключова за конструкциите от тел (паметника на Гийом Аполинер), създадена в края на 1928 г. в Париж.

### Други жанрове на изкуството

#### Декори, завеси за театъра и костюми.
Пикасо проявява от ранни години интерес към театъра като източник на идеи за своето изкуство. От 1905 г. той рисува меланхоличен Арлекин и тъжни актриси. По-късно през 1917 г. работи за Руския балет, през 1919 г. следват декори за Manuel de Fallas, през 1920 за Игор Стравински и през 1924 за балета Les Aventures de Mercure. През 2006 г. във Франкфурт са показани над 140 произведения: скици за декори, фотографии, костюми, завеси за сцените, рисунки и картини. Повечето оригинални декори и костюми все пак са унищожени или загубени. От оригиналните хореографии съществуват само малко на брой черно-бели фотографии.

#### Светографика
Въпреки че Пикасо се занимава лично сравнително малко с фотография, той познава основно възможностите на тази медия, за да я използва за своите художествени експерименти. Така през 1949 г. заедно с фотографа Gjon Mili, той създава една серия от светлинни картини или така наречената светографика. Пикасо заменя молива с едно фенерче и рисува в едно тъмно помещение фигури във въздуха пред камерата. Поради дългото време за експозиция направените от него линии се проявяват на фотографията като светограми.

## Последни години
Пикасо е един от 250-те скулптори, които излагат в Музея на изкуството във Филаделфия през 1949 г. През 50-те години на 20 век Пикасо отново сменя стила си на работа, като започва да интерпретира изкуството на големите майстори като Веласкес, Гойя, Мане и Делакроа.
Поръчано му е да направи макет на гигантска 15-метрова скулптура в Чикаго, известна като „Чикаго Пикасо“. Това той прави с голям ентусиазъм. Какво представлява скулптурата, не е ясно: това може да е птица, кон, жена или изцяло абстрактна фигура. Има предположение, че това абстрактна фигура на афганска хрътка, каквато притежава негов близък приятел. Скулптурата става една от разпознаваемите забележителности на Чикаго и е открита през 1967 г. Пикасо отказва хонорара си от 100 000 долара.
Последните творби на Пикасо са смес от стилове.
Пабло Пикасо умира на 8 април 1973 г. в град Мужен, в Югоизточна Франция на Лазурния бряг, докато той и жена му Жаклин са поканили приятели на гости в своята вила „Нотр Дам де Ви“. Погребан е до неговия замък Вовенарг. Съпругата му Жаклин не позволява на децата им Клод и Палома да присъстват на погребението.
Съсипана и самотна след смъртта на съпруга си, Жаклин се самоубива с огнестрелно оръжие през 1986 г. на 59 години.

## Културно наследство, стил и техника
За своя дълъг живот Пикасо създава над 50 000 творби, от които 1885 картини, 7089 рисунки, 30 000 офорта, (като литографии), 150 книги със скици, 1228 скулптури, 3222 керамики, както и килими, светографии, сценични костюми и декори.
Картините са най-важната част от неговото творчество, с която той най-силно влияе на развитието на културата на XX век. Той си играе с цветовете и самите бои. Така например той добавя пясък към боята, за да промени текстурата. Изследвания на учени от Аргонската национална лаборатория до Чикаго показват, че той използва за голяма част от картините си обикновена боя за битови цели. Те вземат нанопроба от картината „Червеният стол“ (от 1931 г.), изследват я с рентгенови лъчи и доказват, че тази боя няма нищо общо с боите, които използват художниците, а е стандартна битова боя за това време. По този начин използвайки тази боя, която съхне много по-бързо от боите, използвани от художниците, Пикасо постига ефекти, трудно постижими с други бои. Освен това голяма част от неговите картини са рисувани на изкуствена светлина.

## Личен живот

### Децата на Пикасо
- Пауло Пикасо (роден на 4 февруари 1921 г., починал на 5 юли 1975 г.) е първото дете на Пикасо от първата му съпруга Олга Хохлова. Като дете е рисуван в картината „Пауло върху магаре“ (1923 г.) и „Пауло като Арлекин“.
- Мая Пикасо (родена на 5 септември 1935 г., починала на 20 декември 2022 г.) е от връзката му с Мария Тереза Валтер. Той я рисува многократно. Една от картините е „Мая с кукла“, която е открадната през 2007 г. от неговата внучка Диана и по-късно върната от полицията.
- Клод Пикасо (роден на 15 май 1947 г., починал на 24 август 2023 г.) е първото дете на Пикасо от връзката му с Франсоаз Жило. Две години след смъртта на Пикасо е назначен за управител на наследството за фамилията.
- Палома Пикасо (родена на 19 април 1949 г.) е второто дете от връзката на Пикасо с Франсоаз Жило. Тя създава своя марка чрез създаването на бижута, модни аксесоари и парфюми.

### Домашни любимци
- Есмералда – емблематична домашна коза, увековечена от художника с много скици, рисувани керамични чинии и бронзова статуетка, която днес е изложена в Музея „Пикасо“ в Париж.
- Лъмпи – домашно куче, дакел. Спяло е в едно легло със собственика си. Пикасо са го хранили в неговата чиния, украсена с портрета му, а в двора е имало на бронзова скулптура на кучето, която в днешно време струва много пари.[12]

## Отличия и наследство
През 1950 г. след като рисува своя гълъб на мира за международния комитет за мир, получава Международната награда за мир.
През 1962 г. получава Ленинска награда за мир от съветското правителство.
Има музей „Пикасо“ в Барселона (1963), Париж (1985), Малага (2003), Антиб